# Thremma anomalum
Thremma anomalum är en nattsländeart som beskrevs av Mclachlan 1876. Thremma anomalum ingår i släktet Thremma och familjen Uenoidae. Inga underarter finns listade i Catalogue of Life.